# Гиљермо дел Торо
Гиљермо дел Торо Гомез (шп. Guillermo del Toro Gómez;  Гвадалахара, 9. октобар 1964) мексички је филмаџија, књижевник и уметник.

## Биографија
Филмом је почео да се бави још као средњошколац. Десет година се бавио дизајном шминке и основао је своју фирму под именом „Некропија” пре него што му се пружила прилика да у 21. години као извршни продуцент сними свој први филм. Суоснивач је Филмског фестивала у Гвадалахари, а основао је и продукцијску кућу Текила Ганг. Године 1998. отет му је отац у Мексику. Пошто га је спасао плативши откуп, Гиљермо дел Торо одлучио је да напусти Мексико и да живи у Лос Анђелесу (САД).
Филм Панов лавиринт донео му је награду Гоја за најбољи филм 2006. године, a 2007. освојио је три Оскара за сценографију, фотографију и шминку.
Године 2017. је режирао филм Облик воде, те је добио седам номинација за награду Златни глобус, дванаест номинација за БАФТА награду и тринаест номинација за награду Оскар.

## Приватан живот
Гиљермо је био ожењен Лоренцом Њутн. Имају двоје деце. Почели су да излазе када су истовремено студирали на институту у Гвадалахари. Развели су се у септембру 2017. године. Он одржава резиденције у Торонту и Лос Анђелесу, и враћа се сваких шест недеља у Гвадалахару да посети своју породицу.
Он такође поседује две одвојене куће искључиво за своје књиге, уметничке плакате и друге ствари које се односе на његов рад, објашњавајући: „Као дете сам сањао да имам кућу са тајним пролазима и собу где киша пада 24 сата дневно. Поента тога да будеш преко 40 је да испуниш жеље које си чувао у себи од кад си имао 7 година.”

### Политика
Дел Торо је у интервјуу 2017. године описао свој политички став као „мало превише либералан”. Он је истакао да су зликовци у већини његових филмова уједињени заједничким атрибутом ауторитарности.

### Киднаповање 1997.
Око 1997. године дел Торов отац, Федерико дел Торо Торес, је био киднапован у Гвадалахари. Породица дел Торо је морала да плати двоструко већу количину него што је првобитно тражено. Џејмс Камерон, филмски редитељ и Гиљермов пријатељ, им је помогао да плате откупнину. Након што је плаћена откупнина Федерико је пуштен на слободу. Кривци никада нису били ухваћени, а новац породице дел Торо и Џејмса Камерона никада није повраћен. Догађај је подстакао Гиљерма дел Тора и његову породицу да се преселе у иностранство. У интервјуу за часопис „Тime” о очевом киднаповању је рекао: „Сваког дана, сваке недеље, нешто се дешава што ме подсећа да сам у привременом изгнанству(из своје државе).”

## Каријера
Дел Торо је режирао велики број филмова, од комичних стрипова Блејд 2, Хелбој до историјских фантазија и хорор филмова, од којих су два постављена у Шпанији у контексту шпанског грађанског рата. Ова два филма, Ђавоља кичма (The Devil's Backbone) и Панов лавиринт, спадају у његове најкритичније признате радове. Они деле сличне поставке, протагонисте и теме са шпанским филмом 1973. године „Дух кошнице” (The Spirit of the Beehive), који се широко сматра најфинијим шпанским филмом 1970-их.
Близак је пријатељ са још два истакнута и критички похваљена мексичка филмска ствараоца: Алфонсо Куарон и Алехандро Гонсалес Ињариту. Три филмска продуцента, названа „Три пријатеља” (Three Amigos), основали су производну компанију Ча Ча Ча филмови (Cha Cha Cha Films), чија је први филм било Рудо и Цурси (Rudo y Cursi) 2008. године. Дел Торо је такође допринео и веб серији Приколице из пакла (Trailers from Hell).
Дана 2. јуна 2009. године пуштен је први роман Дел Торо, Притисак (The Strain). То је први део апокалиптичке вампирске трилогије у којој су коаутори дел Торо и Чак Хоган (Chuck Hogan). Други наслов, Пад (The Fall) објављен је 21. септембра 2010. године. Посљедњи део, Ноћни Етернал (Night Eternal), уследио је у октобру 2011.
Био је изабран да буде у жирију за главно такмичење на Канском филмском фестивалу 2015. године.
Радио је на трилогији „Хобит”, коју је испрва требало да режира. На филмовима има кредит косценаристе.
Дел Торо је режирао драмски филм „Облик воде” (The Shape of Water) у хладном рату, у којем глуме Сали Хокинс, Октавија Спенсер и Мајкл Шенон. Снимање је почео 15. августа 2016. у Торонту и завршио дванаест недеља касније.
Дана 31. августа 2017. премијерно је приказан у главној конкуренцији на 74. Венецијанском интернационалном филмском фестивалу, где је награђен златним лавовима за најбољи филм, чиме је Дел Торо постао први мексички редитељ који је освојио награду. За свој рад, дел Торо освојио је Оскара за најбољу режију и Оскара за најбољи филм
Јуна 2023. изјавио је да у будућности планира да ради примарно анимиране филмове.

## Филмографија
- Франкенштајн (Frankenstein) (2025)
- Пинокио (Pinocchio) (2022)
- Алеја ноћних мора (Nightmare Alley) (2021)
- Облик воде (The Shape of Water) (2017)
- Гримизни врх (Crimson Peak) (2015)
- Битка за Пацифик (Pacific Rim) (2013)
- Хелбој 2: Златна војска (Hellboy II: The Golden Army) (2008)
- Панов лавиринт (El laberinto del fauno) (2006)
- Хелбој (Hellboy) (2004)
- Блејд 2 (Blade II) (2002)
- Ђавоља кичма (El espinazo del diablo) (2001)
- Мимик (Mimic) (1997)
- Кронос (Cronos) (1992)